# Polytechnische Peter-der-Große-Universität Sankt Petersburg
Die Polytechnische Peter-der-Große-Universität Sankt Petersburg (russisch Санкт-Петербургский политехнический университет Петра Великого, wörtlich Sankt Petersburger Polytechnische Universität namens Peter des Großen, kurz СПбПУ/SPbPU) ist eine der ältesten technischen Universitäten in Sankt Petersburg und gilt als eine der angesehensten technischen Universitäten in Russland. Bis 1990 hieß sie Polytechnisches Institut. Seit den 1920ern trug sie den Namen von М. Kalinin, also M. I. Kalinin Polytechnisches Institut zu Leningrad. Nach der Auflösung der Sowjetunion bekam sie die Bezeichnung Staatliche [Poly]technische Universität Sankt Petersburg. Seit Februar 2015 trägt sie ihren heutigen Namen. Es gibt heute über 28.000 Studenten (davon über 2500 internationale Studenten).

## Geschichte

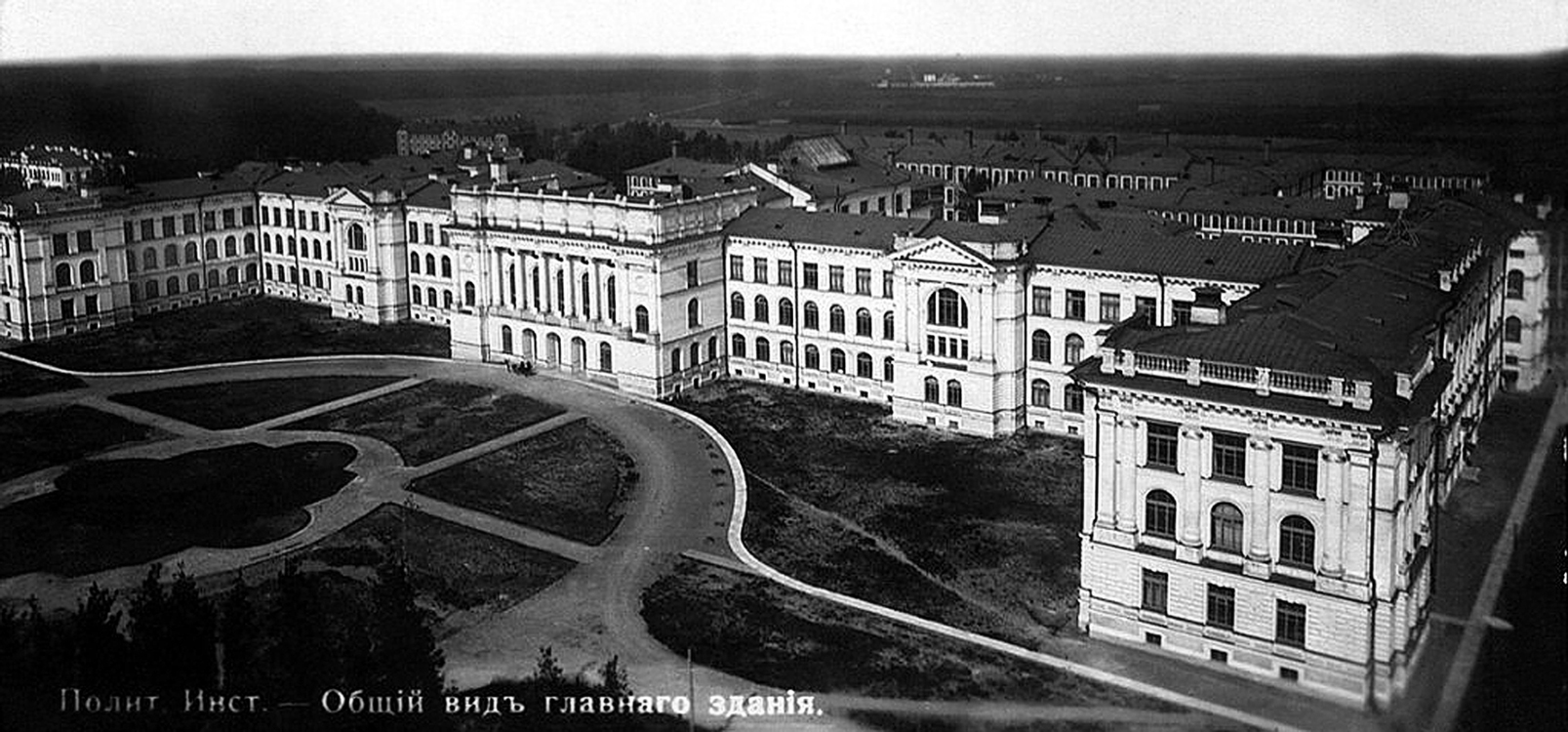
Das Polytechnische Institut Sankt Petersburg im Jahre 1902

Maßgeblichen Einfluss auf die Gründung des Staatlichen Polytechnischen Instituts Sankt Petersburg „Peter der Große“ (russisch Политехнический Институт императора Петра Великого) im Jahre 1899 hatte der russische Staatsmann Sergei Witte, der in ihm eine wichtige Voraussetzung für die Industrialisierung des zaristischen Russlands sah. Der erste Studentenjahrgang wurde am 1. Oktober 1902 immatrikuliert. Die Einrichtung bestand zunächst aus den vier Fakultäten Wirtschaftswissenschaften, Schiffbau, Elektromechanik und Metallurgie.

## Fakultäten
Es gibt 23 Fakultäten und Institute sowie 6 weitere assoziierte Institute außerhalb der Stadt.

## Berühmte Absolventen und Professoren
- Schores Alfjorow (1930–2019), russischer Physiker, Nobelpreis für Physik (2000)
- Oleg Antonow (1906–1984), russischer Flugzeug-Konstrukteur
- Georgi Berijew (1903–1979), russischer Flugzeug-Konstrukteur
- Michail Botwinnik (1911–1995), sowjetischer Schachgroßmeister
- Stepan Tymoschenko (1878–1972), ukrainisch-russischer und US-amerikanischer Physiker, Pionier der angewandten Mechanik
- Pjotr Kapiza (1894–1984), russischer Physiker, Nobelpreis für Physik (1978)
- Igor Kurtschatow (1903–1960), russischer Physiker
- Nikolai Polikarpow (1892–1944), russischer Flugzeug-Konstrukteur
- Nikolai Semjonow (1896–1986), russischer Physikochemiker, Nobelpreis für Chemie (1956)